# ソビーズ・スラム
ソビーズ・スラム (英語: Sobeys Slam) は、カナダ・ノバスコシア州ニュー・グラスゴーで毎年11月に開催されていたカーリング大会。ワールドカーリングツアー内の旧グランドスラムのひとつ。

## 概要
1998年にソビーズ・カーリング・クラシックとして開始し、2007-08シーズンよりグランドスラムに追加され、ソビーズ・スラムに名称変更。2010-11シーズンをもって大会が廃止された。

## 結果
| 開催年                           | 優勝スキップ                     | 準優勝スキップ                   | 賞金総額（CAD）                  |
| ソビーズ・カーリング・クラシック | ソビーズ・カーリング・クラシック | ソビーズ・カーリング・クラシック | ソビーズ・カーリング・クラシック |
| -------------------------------- | -------------------------------- | -------------------------------- | -------------------------------- |
| 1998                             | メアリー・マッタータル           |                                  |                                  |
| 1999                             | ヘザー・ストロング               |                                  |                                  |
| 2000                             | タミー・ローサー                 |                                  |                                  |
| 2001                             | スザンヌ・ゴーデット             |                                  |                                  |
| 2002                             | キャシー・オルーク               |                                  |                                  |
| 2003                             | ジョセリン・パーマー             |                                  |                                  |
| 2004                             | ケイ・ジンク                     |                                  |                                  |
| 2005                             | ヘザー・ストロング               |                                  |                                  |
| 2006                             | ナンシー・マッコネリー           |                                  |                                  |
| ソビーズ・スラム                 |                                  |                                  |                                  |
| 2007                             | シェリー・ミッドオー             | マリーフランス・ラルーシュ       | $54,000                          |
| 2008                             | マリーフランス・ラルーシュ       | ステファニー・ロートン           | $60,000                          |
| 2009                             | 開催せず                         | 開催せず                         | 開催せず                         |
| 2010                             | ジェニファー・ジョーンズ         | チェルシー・キャリー             | $60,000                          |